# Šimon Partlic
Šimon Partlic ze Špicberku, zvaný též Třestský (latinsky: Simeon Partlicius; 1588 nebo 1590, Třešť – asi 1640), byl český lékař,matematik a fyzik, astronom, mistr svobodných umění a vychovatel v různých šlechtických rodinách. Napsal několik astrologických spisů, vydal několik kalendářů, latinských básních apod.  Byl vychovatelem synů Fridricha Falckého.

## Život
Od roku 1610 studoval na Karlově univerzitě, kde se roku 1612 stal bakalářem a roku 1614 mistrem svobodných umění. Působil jako rektor škol v Klatovech, Pelhřimově nebo u sv. Jindřicha na Novém Městě pražském. Odebral se i do Wittenberku, kde navštěvoval tamní protestantskou univerzitu. Pobýval u pánů ze Šumburku v dnes saském Penigu, kde sledoval dvě komety, jež později popsal. Od roku 1619 působil ve škole v Hradci Králové. Roku 1620 vydal spis Flagellum Dei, tj. Bič aneb metla Boží, jenž zprostředkoval českému čtenáři některé prvky západoevropských politických teorií.
Po porážce stavovského povstání roku 1620 odešel ze země a začal studovat na univerzitě v Basileji, kde roku 1621 získal doktorát z lékařství. Jako exulant se pohyboval na různých místech Evropy. Působil v meklenburském univerzitním městě Roztoky, v roce 1623 údajně působil jako vychovatel synů Fridricha Falckého, roku 1625 se stal členem Akademie v holandském Leydenu, nějaký čas strávil i v Anglii. Přestoupil na katolickou víru,[zdroj?] díky čemuž se později mohl opět usadit v českých zemích. Na konci 30. let vydával své kalendáře v Praze, což svědčí o jeho pobytu v Čechách. Poslední jeho dílo byl kalendář s pranostikou vydaný v Trenčíně k roku 1650. Kdyby žil v Horních Uhrách, konvertovat ke katolictví by v té době nemusel. Kdy a kde zemřel, není známo.

## Galerie

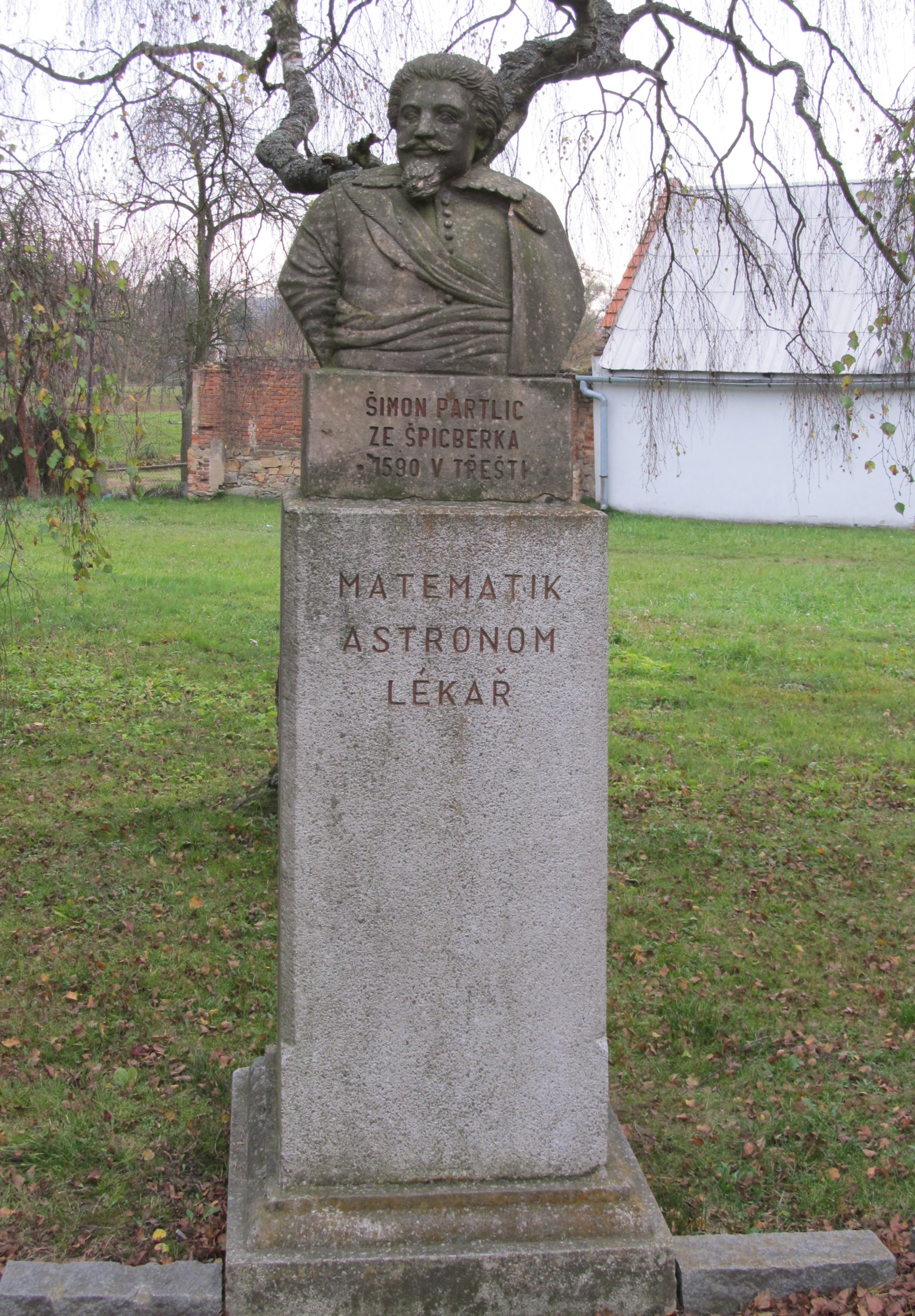
Třešť – pomník Šimona Partlice
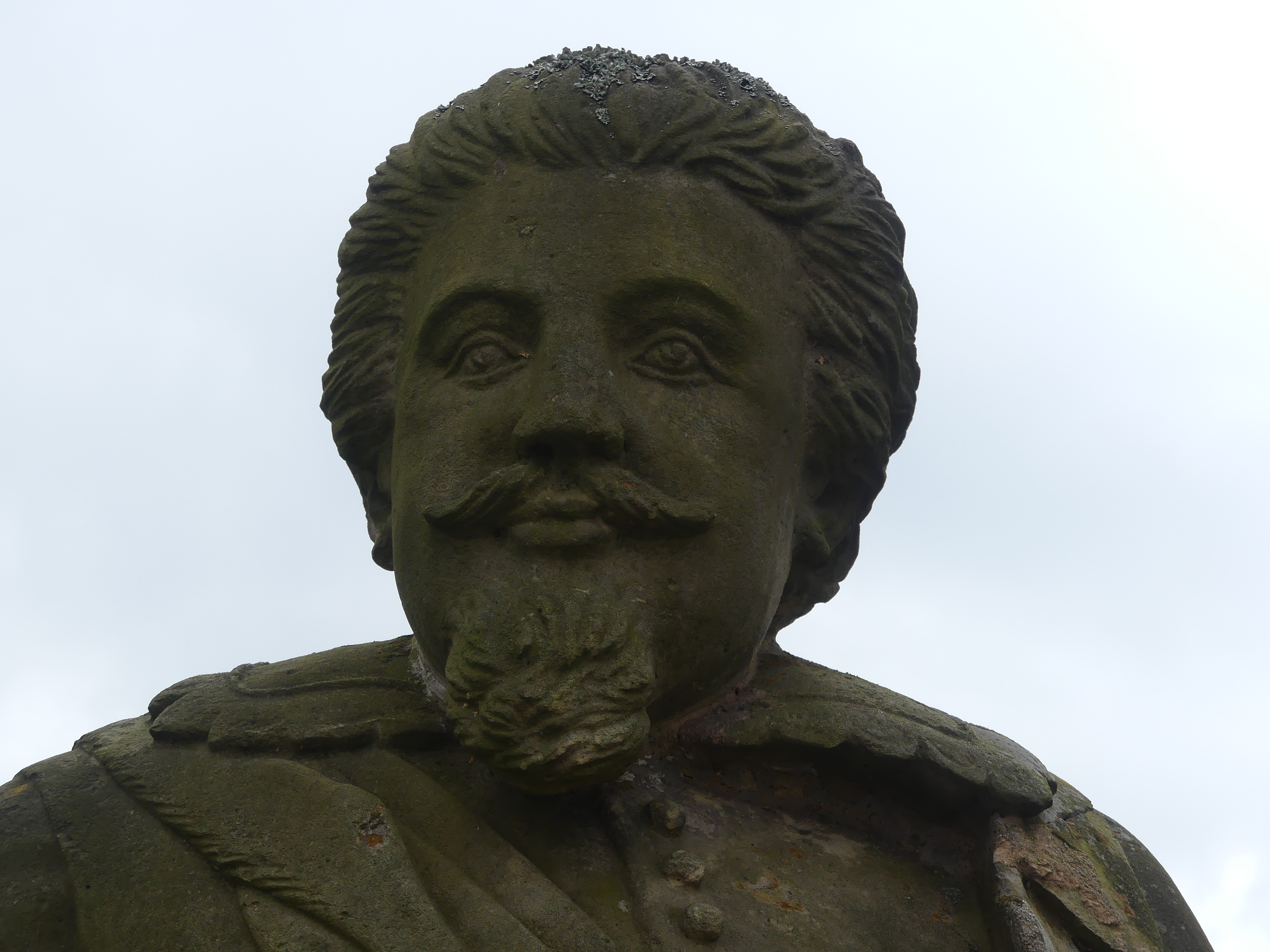
Detail pomníku, Třešť